# Paramount Fine Foods Centre
Le Paramount Fine Foods Centre (anciennement Hershey Centre) est une salle omnisports à Mississauga (Ontario). Ses locataires sont les Steelheads de Mississauga de la Ligue de hockey de l'Ontario, les Eagles FC de Mississauga de la Ligue canadienne de soccer et le Raptors 905 de la NBA Gatorade League.

## Évènements
- Le Skate Canada pour les éditions 2000, 2003, 2011, 2016 et 2022.